# 秘鲁足球协会
秘鲁足球协会（Peruvian Football Federation），为秘鲁足球的管理机构。秘鲁足球协会成立于1922年。1922年，秘鲁足协加入国际足联。1925年，加入南美足联。秘鲁足协管理秘鲁国家足球队以及全国大部分的足球赛事。现任足协主席为Agustín Lozano。